# Kuhmalahti
Kuhmalahti (föråldrat svenskt namn: Kuhmalax) var en kommun i landskapet Birkaland i Finland. Kommunen hade 1 040 invånare (2010), på en yta av 220,67 km².
Den 1 januari 2011 slogs Kuhmalahti samman med Kangasala kommun.
Kuhmalahti var enspråkigt finskt.

## Kända personer från Kuhmalahti
- Staava Haavelinna (1866–1953), skådespelare